# Hong Seung-hee
Hong Seung-hee (홍승희?, Hong SeunghuiLR, Hong SŭnghŭiMR; 19 agosto 1997) è un'attrice sudcoreana.

## Biografia
Hong ha debuttato nel 2018 nella serie TV Dance Sports Girls. L'anno successivo ha fatto un'apparizione speciale nei primi due episodi della terza stagione di Voice e ha preso parte alle fiction Neo-ui noraereul deullyeojwo e Leverage: Sagijojakdan. Nel 2020, è apparsa nella serie TV Memorist e si è unita al cast di Baramgwa gureumgwa bi, oltre a fare il suo debutto cinematografico in Dambo.
Nel 2021, Hong è apparsa nella serie TV Navillera nel ruolo della nipote del protagonista; più avanti quello stesso hanno ha recitato in Move to Heaven.

## Filmografia

### Cinema
- Dambo (담보?), regia di Kang Dae-gyu (2020)
- The Moon (더 문?), regia di Kim Yong-hwa (2023)

### Televisione
- Dance Sports Girls (땐뽀걸즈?) – serie TV (2018)
- Neo-ui noraereul deullyeojwo (너의 노래를 들려줘?) – serie TV (2019)
- Leverage: Sagijojakdan (레버리지: 사기조작단?) – serie TV (2019)
- Yeonnam-dong kiseusin (연남동키스신?) – serie TV (2019-2020)
- Voice (보이스?) – serie TV (2019)
- Baramgwa gureumgwa bi (바람과 구름과 비?) – serie TV (2020)
- Memorist (메모리스트?) – serie TV (2020)
- Navillera (나빌레라?) – serie TV (2021)
- Move to Heaven (무브 투 헤븐: 나는 유품정리사입니다?) – serie TV (2021)
- Geurimja gobaek (그림자 고백?) – film TV (2023)

## Riconoscimenti
- KBS Drama Award
  - 2023 – Miglior attrice emergente per Geurimja gobaek[12]